# Costa Rica ai Giochi della XXXIII Olimpiade
La Costa Rica ha partecipato ai Giochi della XXXIII Olimpiade che si sono svolti a Parigi dal 26 luglio all'11 agosto 2024, con una delegazione di 6 atleti, 3 uomini e 3 donne in 5 discipline.
I portabandiera alla cerimonia di apertura dei Giochi della XXXIII Olimpiade sono stati Milagro Mena e Gerald Drummond.

## Delegazione
| Sport            | Uomini | Donne | Totale |
| ---------------- | ------ | ----- | ------ |
| Atletica leggera | 1      | 0     | 1      |
| Ciclismo         | 0      | 1     | 1      |
| Judo             | 1      | 0     | 1      |
| Nuoto            | 1      | 1     | 2      |
| Surf             | 0      | 1     | 1      |
| Totale           | 3      | 3     | 6      |